# Хорхе Передо
Хорхе Передо (шп. Jorge Sigfrido Peredo Gutiérrez); (Сантијаго, Чиле 17. фебруар 1953 — ) био је чилеански фудбалер и репрезентативац Чилеа. За националну репрезентацију је играо на Копа Америка 1979. и постигао је 4 гола, делио титулу најбољег стрелца са парагвајским репрезентативцем Еухенио Морелом .

## Клупска каријера
1974. Передо је почео да игра у другој лиги за Њубленсе, 1975. године се преселио у Депортес Авијатион, за који је играо две сезоне у чилеанској Примери. За Унион Еспањола је почео да игар 1977. године. На Чилеанском првенству 1977. године његов клуб је постао шампион, а Передо је одиграо 26 утакмица и постигао 22 гола. Передо је 1978. године играо на Копа Либертадорес одиграо је шест утакмица и постигао два гола. Унион Еспањола је завршила на другом месту у групитри и није се пласирала у полуфинале. Исте године у чилеанском првенству Хорхе је постигао седам голова, његов клуб је првенство завршио на четвртом месту. Передо је у првенству 1979. године играо 20 утакмица и 11 пута погодио противнички гол, Унион је заузео 3. место у првенству. За Фудбалски клуб Палестино у Примери је играо у сезони 1980-1981. За Депортес Пуерто Монтт је играо 1982-1983. и помогао клубу да пређе из треће лиге у другу. У 1984. години је играо за Петролеро де Кочаабамба у првенству Боливије. У првој фази клуб је заузео 6. место, у другој фази Петролеро је постао трећи у групи Б али се није пласирао у полуфинале такмичења.

## Репрезентативна каријера
Передо је 8. августа 1979. одиграо своју прву репрезентативну утакмицу у групној фази Купа Америке против Венецуеле. Утакмица је завршена резултатом 1:1, а Хорхе је постигао једини гол за Чиле на тој утакмици. Передо је 29. августа 1979. постигао два гола на утакмици против Венецуеле и помогао тиму да победи 7-0. Своју последњу утакмицу за репрезентацију Чилеа је одиграо 5. септембра 1979. против репрезентације Колумбије. На тој утакмици Передо је постигао гол и помогао тиму да победи 2-0. Репрезентација Чилеа је претекла Колумбију због већег броја постигнутих голова и пласирала се у полуфинале.